# Bulldog Drummond
Bulldog Drummond è un personaggio creato dallo scrittore Herman Cyril McNeile (1888-1937), protagonista di una serie di romanzi polizieschi. Il personaggio ha esordito nel romanzo Bulldog Drummond nel 1920. Il successo del libro ha portato il suo autore a fargli seguire una lunga serie di romanzi che, in gran parte, sono stati adattati per il cinema, la radio e la televisione. Dopo la morte di H. C. McNeile nel 1937, il suo amico e collega Gerard Fairlie ha continuato a scrivere le avventure di Drummond.
I due primi adattamenti cinematografici furono realizzati al tempo del muto in Gran Bretagna. Il personaggio fu interpretato tra gli altri da Jack Buchanan, Ronald Colman, John Howard,Walter Pidgeon, Ray Milland e Richard Johnson.

## Descrizione
Drummond è un capitano veterano della prima guerra mondiale che, dopo la guerra, diventa un investigatore privato.

## Edizioni italiane dei romanzi
La prima edizione italiana del romanzo in cui è apparso Bulldog Drummond è del 2021, edita da CasaSirio Editore.
- Bulldog Drummond, di Herman C. McNeile, Roma, CasaSirio Editore, 2021.

## Trasposizioni in altri media

### Cinema
- Bulldog Drummond, regia di Oscar Apfel interpretato da Carlyle Blackwell (1922)
- Bulldog Drummond's Third Round, regia di Sidney Morgan - interpretato da Jack Buchanan (1925)
- Cercasi avventura (Bulldog Drummond), regia di F. Richard Jones - interpretato da Ronald Colman (1929)
- Temple Tower, regia di Donald Gallaher - interpretato da Kenneth MacKenna (1930)
- Il difensore misterioso (The Return of Bulldog Drummond), regia di Walter Summers - interpretato da Ralph Richardson (1934)
- Un'ombra nella nebbia (Bulldog Drummond Strikes Back), regia di Roy Del Ruth - interpretato da Ronald Colman (1934)
- Bulldog Jack (titolo USA: Alias Bulldog Drummond), regia di Walter Forde - interpretato da Atholl Fleming (1935)
- La fuga di Bulldog Drummond (Bulldog Drummond Escapes), regia di James P. Hogan - interpretato da Ray Milland (1937)
- Il mistero di Cambridge (Bulldog Drummond at Bay), regia di Norman Lee - interpretato da John Lodge (1937)
- Bulldog Drummond Comes Back, regia di Louis King - interpretato da John Howard (1937)
- La valigia infernale (Bulldog Drummond's Revenge), regia di Louis King - interpretato da John Howard (1937)
- Il diamante fatale (Bulldog Drummond's Peril), regia di James P. Hogan - interpretato da John Howard (1938)
- Bulldog Drummond in Africa, regia di Louis King - interpretato da John Howard (1938)
- Arrest Bulldog Drummond, regia di James P. Hogan - interpretato da John Howard (1938)
- La squadra speciale di Bulldog Drummond  (Bulldog Drummond's Secret Police), regia di James P. Hogan - interpretato da John Howard (1939)
- Bulldog Drummond's Bride, regia di James P. Hogan - interpretato da John Howard (1939)
- Bulldog Drummond at Bay, regia di Sidney Salkow - interpretato da Ron Randell (1947)
- Bulldog Drummond Strikes Back, regia Frank McDonald (1947)
- The Challenge, regia di Jean Yarbrough - interpretato da Tom Conway (1948)
- 13 Lead Soldiers, regia di Frank McDonald - interpretato da Tom Conway (1948)
- L'ultima rapina (Calling Bulldog Drummond), regia di Victor Saville - interpretato da Walter Pidgeon (1951)
- Bulldog Drummond, regia di Francis Searle - interpretato da Robert Beatty (1952)
- Più micidiale del maschio (Deadlier Than the Male), regia di Ralph Thomas - interpretato da Richard Johnson (1967)
- Alcune ragazze lo fanno (Some Girls Do), regia di Ralph Thomas - interpretato da Richard Johnson (1969)